# Odrzykoń (gmina)
Odrzykoń (od 1939 Bratkówka; od 1976 Wojaszówka) – dawna gmina wiejska istniejąca w latach 1934–1939 w woj. lwowskim. Siedzibą władz gminy był Odrzykoń.
Gminę Odrzykoń utworzono 1 sierpnia 1934 roku w województwie lwowskim, w powiecie krośnieńskim, z dotychczasowych drobnych gmin wiejskich: Bajdy, Bratkówka, Łączki Jagiellońskie, Łęki Strzyżowskie, Odrzykoń, Pietrusza Wola, Rzepnik, Ustrobna, Wojaszówka i Wojkówka.
Gminę zniesiono 1 października 1939 roku, a z jej obszaru utworzono gminę Bratkówka (de facto zmiana weszła dopiero po wojnie, a podczas okupacji hitlerowskiej funkcjonowała gmina Odrzykoń).